# Naviator
 (novembre 2023).
Le Naviator est un drone amphibie, le premier drone au monde capable de se déplacer dans l’air et dans l’eau. Il a été mis au point par une équipe de chercheurs de l'université Rutgers dans le New Jersey, aux États-Unis. Ses capacités uniques expliquent son nom, un mot-valise contraction de Navy (marine) et aviator (aviateur),.

## Conception
Le Naviator a été mis au point au début des années 2010 par une équipe de chercheurs de l'université d'État Rutgers, dans le New Jersey, aux États-Unis,,,,, sous la direction du professeur agrégé Francisco Javier Diez-Garias,, responsable du département de génie mécanique et aérospatial de l’université,, avec l’aide d'une « demi douzaine » d'étudiants diplômés et non-diplômés. Cette idée révolutionnaire a commencé comme un simple projet étudiant que Diez a proposé à ses élèves de terminale. L’objectif était de construire un drone amphibie. En effet, au vu des nombreux composants électroniques qu’ils contiennent, piloter les drones aériens actuels au-dessus d'une étendue d'eau représente une mission périlleuse. Toute fausse manœuvre peut causer une chute accidentelle du drone dans l’eau, ce qui détruira ses composants internes, le rendant ainsi irrémédiablement hors d’usage. Un drone qui n’est pas totalement étanche pourra être endommagé même en traversant simplement une forte pluie ou une tempête de neige. Or la nécessité pour un drone de pouvoir fonctionner par mauvais temps est un problème dans les interventions sur des incidents de tous types, car les professionnels de l’intervention ne peuvent pas attendre que les conditions météorologiques s’améliorent avant d’envoyer un drone.
En 2013, la première conception était celle d’un drone équipé d’un système de flottabilité pour pouvoir remonter à la surface de l’eau et décoller. Mais dans le cadre des tests, l’équipe a filmé le drone entrant et sortant d’une piscine et cela leur a permis de réaliser à quel point il était facile pour le drone d’entrer et de sortir de l’eau. La capacité d’entrer et de sortir de l’eau est un élément clé de la capacité des drones à fonctionner par mauvais temps. Puisqu’il a été conçu dès le départ pour pouvoir fonctionner sous l’eau, il est par défaut capable de fonctionner par mauvais temps. Au cours de la phase de conception, l’équipe s’est assurée que toute l’électronique, les câbles, les connecteurs, les moteurs et tout le reste étaient capables de supporter des pressions élevées sous l’eau.
À première vue, le Naviator ressemble à un drone aérien classique quadrimoteur. Il est propulsé par quatre petits moteurs disposés au bout de ses quatre bras et actionnant chacun deux hélices bipales opposées. Mais il peut aussi plonger sous l’eau et y évoluer avant de regagner à nouveau les airs,,. Une fois sous l’eau, ses hélices lui fournissent la propulsion sous-marine, comme celles d’un bateau. Sa capacité à passer d’un élément à l’autre, comme sortir de l’eau pour s’envoler immédiatement, est une véritable prouesse technologique.
Le principal défaut du drone est actuellement l’impossibilité de le piloter à distance sous l’eau via des ondes radio. En effet, la surface de l'eau fait écran aux transmissions sans fil d'un milieu à l'autre et bloque les ondes radio émises par la télécommande. Le drone est par conséquent dépendant d’un câble par lequel transitent les commandes de vol (ou de navigation) transmises par son pilote. Pour pallier ce problème et permettre à la machine de s’affranchir de son « fil à la patte », les scientifiques du New Jersey prévoient d’utiliser des ondes acoustiques pour la transmission des données, car elles se propagent très bien dans l'eau,,. Mais à ce jour la bande passante est trop faible pour un retour vidéo, et l’ambition des chercheurs est d’atteindre une portée de 30 km. Par ailleurs, le drone n’est pour l’instant pas capable de transporter une charge utile, mais les prochains développements prévus consisteront à l’équiper d’une caméra et d’un sonar,.
Les capacités du drone ont attiré l’attention de l'Office of Naval Research (ONR), le bureau de la recherche navale rattaché au département de la marine américaine, qui en voit déjà de nombreuses applications possibles. L’US Navy, séduite par le projet, a octroyé en octobre 2015 à l’université Rutgers une bourse de 618 000 dollars destinée à financer son développement,,,,.
Les chercheurs espèrent tirer profit de cette subvention pour améliorer la robustesse du drone, sa vitesse et son rayon d'action. Ils souhaitent le rendre plus rapide, et surtout plus intelligent afin de faciliter son déplacement sous l’eau. Dans un premier temps, l'appareil sera piloté par un opérateur. Mais à terme, à un horizon d'une dizaine d'années, ils espèrent en faire un véhicule totalement autonome grâce à l’intelligence artificielle,. Le professeur Javier Diez a déclaré dans un communiqué sur le site de l'université que « D’ici l’été prochain, nous espérons faire la démonstration d’un véhicule capable de nager en mer et d’y effectuer des manœuvres complexes. D’ici là, nous l’aurons équipé avec les capteurs que la Navy souhaitera : caméras, sonars… »
L’équipe de l’université Rutgers souhaite décliner le drone en plusieurs tailles : de petits modèles capables d’opérer en essaim, des drones de taille moyenne embarquant des capteurs (caméras, sonars...) et des modèles plus gros, capables d’emporter une charge utile allant jusqu’à 23 kg. La technologie et les capacités du Naviator ont parcouru un long chemin depuis que Diez a proposé le concept à ses étudiants en 2013. La cinquième génération du Naviator est en cours de tests, et les deux véhicules qui ont été récemment construits sont le NV5-Eva et le NV5b. Le premier est destiné à mener des missions autonomes. Le second est beaucoup plus grand, ce qui permet à l’équipe de développer ses capacités telles que la vitesse du drone ou l’intégration de capteurs Lidar et de vision 3D pour l’arpentage.

## Applications militaires
Les applications possibles d’un tel drone sont multiples pour la marine américaine :
- détection de mines sous-marines ;
- détection de navires ennemis ;
- missions d’assistance aux personnes ou de recherche et sauvetage en mer[1],[5],[2].

En octobre 2015, le professeur Francisco Javier Diez-Garias déclarait : « Les mines sont probablement le plus gros problème pour l'US Navy. La marine a besoin de cartographier l'emplacement des mines. Aujourd'hui, il y a beaucoup de faux positifs. Cette technologie pourrait être meilleure pour investiguer rapidement ces menaces potentielles. » Les chercheurs de l'université Rutgers mettaient aussi en avant l’intérêt du drone dans un contexte d’affrontement naval : « Les drones pourraient émerger rapidement des profondeurs, obtenir un bref aperçu du déploiement des navires ennemis, puis se cacher à nouveau. ». De même, dans le cadre des missions de recherche et de sauvetage, les chercheurs décrivaient que « le véhicule pourrait scanner la surface de l’eau depuis les airs pour localiser des nageurs ou des marins disparus. Et en repérant des débris d'épave, il pourra plonger sous l'eau pour examiner davantage la scène. »
Le site officiel du drone évoque aussi, dans le domaine militaire, l’inspections de navires en mer ou la reconnaissance de l’accès aux ports.
Le lancement du drone est aussi possible depuis un sous-marin, ce qui ouvre des perspectives nouvelles. L'Office of Naval Research a annoncé le 13 novembre 2023 avoir signé un contrat de 3,7 millions de dollars avec l'entreprise SubUAS, afin de « développer et démontrer les capacités de lancement et de récupération du drone Naviator depuis et vers un véhicule sous-marin sans pilote ». Parallèlement, SubUAS travaille sur un petit sous-marin sans pilote capable de lancer et de récupérer les Naviators « sans l'intervention d'un être humain ». Ce système est appelé « Subsurface Autonomous Naviator Delivery » (SAND). La combinaison de ces deux appareils révolutionnaires permettra de créer un système d’armes encore plus révolutionnaire.

## Applications civiles
Le drone a aussi de nombreuses applications commerciales potentielles :
- inspection de failles géologiques ;
- diagnostic de marées noires (dont le drone peut filmer l'étendue comme la profondeur) et surveillance de leur évolution ;
- surveillance de récifs coralliens et pêcheries ;
- inspection de ponts (tant dans leur partie émergée que celle se trouvant sous l'eau) et d’infrastructures ou d’épaves[2],[1],[5],[4],[8],[9] ;
- inspection et surveillance de plate-formes pétrolières[9] ou d’éoliennes offshore[10].

Le drone pourra également aider les ingénieurs à inspecter les structures sous-marines, telles que les ponts et les piliers de quai, les coques de navires et les plateformes de forage pétrolier. La nécessité de cartographier des structures telles que des jetées, des ponts, des plates-formes pétrolières et des éoliennes offshore peut être compliquée, car beaucoup d’entre elles ont des composants qui sont à la fois dans l’eau et hors de l’eau. En juin 2017, le drone a participé à l’inspection du pont du Memorial Delaware dans le New Jersey. Pour de telles infrastructures qui requièrent une inspection rigoureuse chaque année, le drone pourrait permettre de sécuriser les interventions en limitant le nombre de personnes à déployer sur le site. Le drone sera à terme capable d’effectuer de manière autonome une mission dans les airs et dans l’eau sans opérateur.
Le plus important est la capacité du drone à se déployer rapidement dans les airs et à passer instantanément à un environnement sous-marin pour effectuer une tâche. Les chercheurs de l’université Rutgers vantent la rapidité de déploiement et d'intervention de leur appareil, par rapport aux solutions existantes. Le Naviator peut réduire considérablement les complications auxquelles les professionnels sont actuellement confrontés, car de nombreuses missions d’enquête nécessitent le déploiement d’un hélicoptère ou un bateau avant que le véhicule sous-marin puisse être déployé, et font appel à plusieurs équipes dans les différents environnements. Le Naviator pourra mener à bien ces missions à lui seul afin de réduire le temps et le coût de l’intervention.
Enfin, le Naviator peut également avoir un emploi comme drone de loisir dans les domaines de la plongée sous-marine, la pêche sportive et la réalisation de vidéos sous-marines.